# Họ Moi biển
Họ Moi biển (danh pháp khoa học: Sergestidae) là một họ tôm tép đã từng xuất hiện ít nhất kể từ thời kỳ thuộc tầng Alba (kỷ Creta, 113-110 triệu năm trước). 

## Các chi
Họ này chứa các chi sau đây:
- Acetes H. Milne-Edwards, 1830
- Allosergestes Judkins & Kensley, 2008
- Casertanus Bravi et al., 2014 †[2]
- Cretasergestes Garassino & Schweigert, 2006 †
- Deosergestes Judkins & Kensley, 2008
- Eusergestes Judkins & Kensley, 2008
- Neosergestes Judkins & Kensley, 2008
- Paleomattea Maisey & G. P. de Carvalho, 1995 †
- Parasergestes Judkins & Kensley, 2008
- Sergestes H. Milne-Edwards, 1830
- Sergia Stimpson, 1860
- Sicyonella Borradaile, 1910